# Feldhandball-Bundesliga 1967
Die Feldhandball-Bundesliga 1967 war die erste Bundesliga-Saison im deutschen Feldhandball. Die Spiele um die 18. Feldhandball-Meisterschaft des DHB wurden in einer Nord- und in einer Südstaffel zwischen April und September 1967 ausgetragen; das Endspiel fand am 23. September 1967 vor 22.000 Zuschauern im Offenbacher Stadion am Bieberer Berg statt.
Neuer Deutscher Meister wurde der TSV Grün-Weiß Dankersen, der im Finale den TV Großwallstadt mit 19:16 besiegte. Nach vier erfolglosen Finalteilnahmen (Feldhandball-Vizemeisterschaften 1962, 1964 und 1965, Hallenhandball-Vizemeisterschaft 1965) erlangte der TSV damit den ersten Meistertitel der Vereinsgeschichte. Dankersen war damit auch für die Teilnahme am Feldhandball-Europapokal qualifiziert, der 1968 erstmals ausgetragen werden sollte.
Der Hallenhandball-Meister 1967, der VfL Gummersbach, landete mit ausgeglichenem Punktekonto im Mittelfeld der Liga Nord.
Absteiger in die Regionalligen waren der Hohner SV Eintracht, der VfL Wolfsburg, sowie beide Berliner Vereine, die Reinickendorfer Füchse und der Berliner SV 1892.

## Gründung der Feldhandball-Bundesliga
Wie für den Hallenhandball, wo in der Saison 1966/67 ebenfalls erstmals Bundesliga-Handball gespielt wurde, hatte der DHB Anfang September 1965 auch für den Feldhandball die Einführung einer Bundesliga beschlossen. Der DHB handelte damit anders als alle anderen europäischen Handballverbände, die schon seit einiger Zeit die Sportart aufgegeben hatten, spätestens seit dem Beschluss des Internationalen Olympischen Komitees von 1965, den Hallenhandball, nicht den Feldhandball olympisch werden zu lassen.
Gegen diesen Trend verfolgte der DHB „uneinsichtig“ die Idee, vor der erstmaligen Durchführung eines olympischen Handballturniers seit der Olympiade 1936 zwei Nationalmannschaften parallel aufzubauen, um optimal auf die Sommerspiele in München 1972 vorbereitet zu sein. Hierin folgerichtig wurde auch für den Feldhandball die Bundesliga eingeführt, mit zehn Mannschaften in jeder Staffel, nicht mit acht wie im Hallenhandball.
Da die internationalen Verbände aber diese Idee nicht aufnahmen und der Feldhandball nicht olympisch wurde, da außerdem das Interesse der Zuschauer wie der Vereine immer weiter abnahm, hatte die Bundesliga keine Zukunft. Schon zur Saison 1970 wurde die Staffelgröße auf acht Teilnehmer reduziert, 1972 zog der Dachverband die Konsequenz: Die Bundesliga wurde wegen des olympischen Turniers ausgesetzt und lediglich als deutsche Feldhandball-Pokalrunde 1972 durchgeführt, anschließend wurde die Liga gänzlich abgeschafft. Die Spitzenvereine zogen sich aus dem Feldhandball zurück, und bei der deutschen Meisterschaft 1975 wurde der letzte Titel in dieser traditionsreichen Sportart vergeben.

## Modus
Die Liga wurde in zwei Staffeln ausgetragen, den Bundesligen Nord und Süd, mit je zehn Mannschaften, die sich über die Regionalmeisterschaften des Vorjahres für die Teilnahme am neuen Bundesligaspielbetrieb qualifiziert hatten. In Hin- und Rückspielen wurden die beiden Staffelsieger ermittelt, die das Endspiel um die deutsche Meisterschaft austrugen.
Die letzten beiden Mannschaften jeder Staffel mussten in die Regionalligen absteigen.

### Aufsteiger
Die Regionalligameister dieser Sommersaison 1967 qualifizierten sich für die Teilnahme an der folgenden Bundesliga-Saison 1968. Dabei waren für die Nordstaffel der TV Angermund 09 (Regionalmeister West) und der VfL Bad Schwartau (Regionalmeister Nord), für die Südstaffel der TSV Siemensstadt Berlin (Regionalmeister Berlin) direkt qualifiziert. Der zweite Aufsteiger in die Südstaffel wurde in zwei Qualifikationsspielen zwischen dem Regionalmeister Südwest, SV Harleshausen, und dem Regionalmeister Süd, TSV Zirndorf 1861, ermittelt, dabei setzte sich Harleshausen durch (16:13/16:9).

## Zusammenfassung Saisonverlauf
Während sich in der Nordstaffel der TSV Grün-Weiß Dankersen um den herausragenden Spieler dieser Jahre, Herbert Lübking, überlegen durchsetzte, wurde der zweite Finalist, der TV Großwallstadt, in der Bundesliga Süd mit einem Punkt Vorsprung nur knapp vor der TS Steinheim Staffelsieger.
Im „überaus hart“ geführten Finalspiel in Offenbach gewann Dankersen ungefährdet.

### Bundesliga Nord

#### Tabelle
|     | Abschlusstabelle Nord   | Sp. | S  | U | N  | Tore    | Diff. | Punkte |
| --- | ----------------------- | --- | -- | - | -- | ------- | ----- | ------ |
| 1.  | TSV Grün-Weiß Dankersen | 18  | 16 | 1 | 1  | 248:184 | +64   | 33:3   |
| 2.  | Hamburger SV            | 18  | 11 | 1 | 6  | 222:190 | +32   | 23:13  |
| 3.  | Eintracht Hildesheim    | 18  | 10 | 1 | 7  | 219:235 | −16   | 21:15  |
| 4.  | TV Oppum 1894 (M)       | 18  | 10 | 0 | 8  | 224:220 | +4    | 20:16  |
| 5.  | VfL Gummersbach         | 18  | 9  | 0 | 9  | 283:259 | +24   | 18:18  |
| 6.  | TuS 05 Wellinghofen     | 18  | 8  | 2 | 8  | 203:190 | +13   | 18:18  |
| 7.  | BSV Solingen 1898       | 18  | 7  | 3 | 8  | 206:202 | +4    | 17:19  |
| 8.  | Büdelsdorfer TSV        | 18  | 8  | 1 | 9  | 232:243 | −11   | 17:19  |
| 9.  | Hohner SV Eintracht     | 18  | 5  | 0 | 13 | 202:226 | −24   | 10:26  |
| 10. | VfL Wolfsburg           | 18  | 1  | 1 | 16 | 180:270 | −90   | 3:33   |

Absteiger: Hohner SV Eintracht, VfL Wolfsburg

#### Ergebnisse
Ergebnisse der Spiele der Bundesliga Nord dieser Saison
Heimmannschaft: linke Spalte / Gastmannschaft: obere Zeile
| Bundesliga Nord 1967 | TSV Grün-Weiß Dankersen | Hamburger SV | Eintracht Hildesheim | TV Oppum 1894 | VfL Gummersbach | TuS 05 Wellinghofen | BSV Solingen 1898 | Büdelsdorfer TSV | Hohn. SV | VfL Wolfsburg |
| -------------------- | ----------------------- | ------------ | -------------------- | ------------- | --------------- | ------------------- | ----------------- | ---------------- | -------- | ------------- |
| GW Dankersen         |                         | 16:13        | 10:8                 | 10:12         | 19:11           | 14:5                | 12:9              | 15:13            | 8:5      | 13:10         |
| Hamburger SV         | 16:17                   |              | 13:12                | 9:11          | 15:13           | 9:6                 | 15:10             | 10:3             | 14:10    | 16:9          |
| Eintracht Hildesheim | 9:14                    | 11:10        |                      | 11:6          | 12:11           | 13:12               | 8:21              | 16:16            | 14:12    | 13:10         |
| TV Oppum 1894        | 10:17                   | 12:16        | 10:13                |               | 15:12           | 8:7                 | 14:10             | 13:18            | 17:10    | 21:10         |
| VfL Gummersbach      | 17:18                   | 18:12        | 26:14                | 18:22         |                 | 15:11               | 14:7              | 17:16            | 18:15    | 18:5          |
| TuS 05 Wellinghofen  | 6:12                    | 8:8          | 15:9                 | 8:5           | 19:15           |                     | 14:12             | 22:9             | 12:10    | 21:10         |
| BSV Solingen 1898    | 8:8                     | 12:11        | 10:15                | 11:8          | 14:10           | 11:11               |                   | 11:13            | 13:10    | 12:12         |
| Büdelsdorfer TSV     | 11:16                   | 7:8          | 16:12                | 17:12         | 11:14           | 13:11               | 10:16             |                  | 20:12    | 16:13         |
| Hohner SV            | 11:12                   | 9:14         | 11:15                | 13:16         | 14:12           | 7:8                 | 12:8              | 13:9             |          | 14:8          |
| VfL Wolfsburg        | 10:17                   | 6:13         | 12:14                | 10:12         | 20:24           | 10:7                | 5:11              | 12:14            | 8:14     |               |

### Bundesliga Süd

#### Tabelle
|     | Abschlusstabelle Süd   | Sp. | S  | U | N  | Tore    | Diff. | Punkte |
| --- | ---------------------- | --- | -- | - | -- | ------- | ----- | ------ |
| 1.  | TV Großwallstadt       | 18  | 13 | 2 | 3  | 295:237 | +58   | 28:8   |
| 2.  | TS Steinheim 1874      | 18  | 13 | 1 | 4  | 234:197 | +37   | 27:9   |
| 3.  | SG Leutershausen       | 18  | 11 | 1 | 6  | 275:250 | +25   | 23:13  |
| 4.  | TSV 1860 Ansbach       | 18  | 9  | 1 | 8  | 272:250 | +22   | 19:17  |
| 5.  | TV Hochdorf            | 18  | 7  | 3 | 8  | 233:263 | −30   | 17:19  |
| 6.  | TSV Birkenau           | 18  | 7  | 1 | 10 | 231:236 | −5    | 15:21  |
| 7.  | TuS Schutterwald       | 18  | 7  | 1 | 10 | 254:263 | −9    | 15:21  |
| 8.  | TSV 1905 Rot           | 18  | 7  | 0 | 11 | 230:250 | −20   | 14:22  |
| 9.  | Reinickendorfer Füchse | 18  | 4  | 4 | 10 | 215:258 | −43   | 12:24  |
| 10. | Berliner SV 1892       | 18  | 4  | 2 | 12 | 205:240 | −35   | 10:26  |

Absteiger: Reinickendorfer Füchse, Berliner SV 1892

#### Ergebnisse
Ergebnisse der Spiele der Bundesliga Süd dieser Saison
Heimmannschaft: linke Spalte / Gastmannschaft: obere Zeile
| Bundesliga Süd 1967 | TV Großwallstadt | TS Steinheim 1874 | SG Leutershausen | TSV Ansb. | TV Hochdorf | TSV Birkenau | TuS Schutterwald | TSV 1905 Rot | Reinickendorfer Füchse | Berliner SV 1892 |
| ------------------- | ---------------- | ----------------- | ---------------- | --------- | ----------- | ------------ | ---------------- | ------------ | ---------------------- | ---------------- |
| TV Großwallstadt    |                  | 12:12             | 13:14            | 23:15     | 19:12       | 11:7         | 15:11            | 16:15        | 18:14                  | 14:12            |
| TS Steinheim        | 23:19            |                   | 13:9             | 15:13     | 11:17       | 12:9         | 15:10            | 21:11        | 10:8                   | 11:9             |
| SG Leutershausen    | 17:17            | 12:11             |                  | 15:11     | 15:12       | 15:21        | 18:13            | 21:14        | 14:9                   | 18:14            |
| TSV Ansbach         | 15:20            | 9:10              | 18:21            |           | 15:9        | 18:12        | 18:10            | 17:10        | 10:12                  | 22:10            |
| TV Hochdorf         | 16:23            | 9:7               | 14:13            | 10:14     |             | 12:10        | 20:16            | 13:11        | 17:17                  | 15:12            |
| TSV Birkenau        | 15:12            | 11:18             | 13:23            | 14:15     | 18:7        |              | 20:14            | 12:10        | 15:10                  | 11:7             |
| TuS Schutterwald    | 13:18            | 11:10             | 16:13            | 14:14     | 18:10       | 16:13        |                  | 11:10        | 27:15                  | 17:13            |
| TSV Rot             | 9:14             | 11:16             | 14:10            | 22:17     | 15:11       | 14:10        | 16:14            |              | 22:13                  | 10:9             |
| R.dorfer Füchse     | 14:19            | 9:10              | 10:9             | 15:22     | 13:13       | 12:12        | 10:9             | 9:5          |                        | 11:11            |
| Berliner SV         | 3:12             | 8:9               | 17:18            | 8:9       | 16:16       | 10:8         | 15:14            | 16:11        | 15:14                  |                  |

### Finale
TSV Grün-Weiß Dankersen – TV Großwallstadt: 19:16 (Halbzeit: 11:8)